# Frédéric-César de La Harpe
Frédéric-César de La Harpe (Rolle, 1754. április 6. – Lausanne, 1838. március 30.) a svájci köztársaság elnöke és I. Sándor orosz cár nevelője. 

## Élete
Genfben és Tübingenben jogot tanult, majd egy előkelő orosz főúr társaságában beutazta Itáliát és vele 1782-ben Szentpétervárra ment, ahol Alekszandr Pavlovics nagyherceg nevelője lett. Miután ellenségeinek sikerült őt innen elűzniök, 1795-ben Genfbe ment, ahol hevesen izgatott Bern kormánya ellen, mely korlátlanul uralkodott Waadt fölött. 
Innen Párizsba utazott, és a francia direktóriumot, az 1564-es lausanne-i egyezményre való hivatkozással, beavatkozásra bírta Waadt érdekében Svájccal szemben, melyet a direktórium 1798-ban Helvét Köztársasággá alakított át (ennek előzménye volt a Lémani Köztársaság Lausanne-ban, amelynél La Harpe maga is tevékenykedett). Ennek a svájci köztársasági direktóriumnak La Harpe is tagja lett, de amikor hatalmát erőszakosan kezdte gyakorolni, hogy a minden oldalról fenyegetett köztársaság egységét megoltalmazza, a törvényhozó testület 1800. január 7-én a direktóriumot feloszlatta, La Harpe-ot megbuktatta, aki erre Párizsba menekült. Miután (1801-1802) I. Sándor orosz cár meghívására Oroszországba ment, visszavonulva élt Párizs mellett, és 1814-ben a szövetségesek bevonulása után az András-keresztet és a tábornoki rangot kapta Sándor cártól, akit rábírt, hogy ne adja beleegyezését azon törekvésekhez, melyek szerint Bern fennhatóságot óhajtott gyakorolni Aargau, Waadt stb. fölött. Ebben az értelemben vett részt La Harpe a bécsi kongresszuson is, mint Waadt és Tessin követe, aztán pedig 1816-ban Lausanne-ba költözött és ott holtáig nagy tiszteletben tartották jótéteményeiért.